# إليانور آكيتاين
 إليانور آكيتاين  (بالفرنسية: Aliénor d’Aquitaine) ولدت حوالي عام 1122 أو 1124 للميلاد ·  وتوفيت في 31 مارس أو الأول من أبريل عام 1204 للميلاد في بواتييه وليس في دير فونتافود · ، كانت بالتناوب ملكة فرنسا، ثم ملكة إنجلترا.
كانت أغنى وأشهر وأقوى امرأة في أوروبا الغربية خلال العصور الوسطى المتوسطة.
بالإضافة إلى كونها دوقة أكيتانيا حسب حقها الشرعي فقد كانت ملكة فرنسا قرينة بين العامين 1137–1152 بزواجها من لويس السابع وبعدها ملكة إنجلترا قرينة بين العامين 1154–1189 من خلال زواجها من هنري الثاني.
كانت راعية للشخصيات الأدبية مثل روبير واس وكريتيان دي تروا.

## حياتها المبكرة
لم يُعرف عام ميلاد إليانور بدقة، ولكن سلسلة نسب عائلتها، التي صدرت في أواخر القرن الثالث عشر، أفادت بأنها كانت تبلغ من العمر 13 عامًا في ربيع عام 1137، مما يوفر دليلًا على أن إليانور ربما ولدت في أواخر عام 1124. تذكر بعض السجلات -من ناحية أخرى- حدوث يمين ولائية لبعض أمراء آكيتاين بمناسبة عيد ميلاد إليانور الرابع عشر في عام 1136. يُعتبر هذا، بالإضافة لعمرها المعروف عند الوفاء والمقدر بـ 82 عامًا يجعل من المرجح أنها وُلدت في عام 1122. تزوج والداها بشكل مؤكد في عام 1121. أما مسقط رأسها فقد يكون بواتييه أو بوردو أو نيول سور لوتيس، حيث توفيت والدتها وشقيقها عندما كانت تبلغ من العمر 6 أو 8 سنوات.
كانت إليانور أكبر أبناء دوق آكيتاين وليام العاشر الثلاثة، والدها الدوق الذي اشتهرت محكمته الدوقية في أوائل القرن الثاني عشر في أوروبا، وزوجته إينور دي شاتيلارولت، ابنة إيميري الأول، فيسكونت تشاتيلولت ودانجيروس دي السلي بوخارد، والتي كانت عشيقة وليام التاسع منذ فترة طويلة. رُتب زواج والديها من قبل دانجيروس وجدها الأب وليام التاسع.
يُقال بأن إليانور سُميت على اسم والدتها إينور المقتبس من اللاتينية «عليا إينور» والذي يعني اليانور الأخرى. ومع كل هذا، كان هنالك إليانور بارزة أخرى -إليانور النورماندي، وهي عمة وليام الفاتح والتي عاشت في باريس باعتبارها ملكة فرنسا قبل قرن من حياة إليانور آكيتاين، سُميت «إيليانورديز» كاسم شرفي كما كُتب في الرسائل اللاتينية.
أكد والد إليانور أنها حصلت على أفضل تعليم ممكن بكل المقاييس. بدأت إليانور لتعلم الحساب والأبراج والتاريخ. وتعلمت أيضًا عدة مهارات منزلية مثل إدارة الأسرة وفنون التطريز والخياطة والغزل والنسيج. طورت إليانور أيضًا مهارات في المحادثة والرقص وبعض الألعاب مثل لعبة الطاولة والداما والشطرنج بالإضافة لعزفها على القيثارة والغناء. على الرغم من أن لغتها الأم كانت اللغة البوتيفية، فقد تعلمت القراءة والتحدث باللغة اللاتينية، وكانت ضليعة في الموسيقى والأدب وتعلمت ركوب الخيل والصيد باستخدام الصقور. كانت إليانور متألقة وحية وذكية وقوية الإرادة. توفي شقيقها ويليام أيجريت البالغ من العمر أربع سنوات مع والدتها في قلعة تالمونت على ساحل أكوين في المحيط الأطلسي في ربيع عام 1130. أصبحت إليانور وريثةً مفترضةً لمناطق والدها. كانت بواتو، حيث أمضت إليانور معظم طفولتها، بالإضافة لآكيتاين تمثلا ما يقارب ثلث حجم فرنسا الحديثة. كانت دوقية آكيتاين أكبر وأغنى مقاطعة في فرنسا. حظيت إليانور بشقيقةً شرعيةً واحدةً، وهي أخت شابة تدعى إيليث وتلقب ببترونيلا. اعترف وليام العاشر بأن أخيها غير الشقيق جوزيفين هو ابنه البيولوجي ولكن ليس وريثه، بقيت فكرة امتلاكها لأخ غير شقيق بلا مصداقية أو تأكيد. لاحقًا، أثناء السنوات الأربع الأولى من حكم هنري الثاني انضم إخوتها إلى أسرة إليانور الملكية.

### الميراث
غادر الدوق وليام العاشر بواتييه إلى بوردو في 1137 وأخذ بناته معه. تركهم عند وصوله مسؤولين عن رئيس أساقفة بوردو، وأحد أعضائه الموالين القلائل. ثم انطلق الدوق إلى كاتدرائية سانتياغو دي كومبوستيلا بصحبة حجاج آخرين. ومع ذلك، توفي في يوم الجمعة العظيمة من ذلك العام (9 أبريل).
أصبحت إليانور والتي كان يتراوح عمرها بين 12 و15 عامًا، دوقة آكيتاين، وبالتالي أصبحت الوريثة الأكثر تأهيلًا في أوروبا. قرر وليام في يوم وفاته وصيته والتي ورّث فيها نطاقاته إلى إليانور وعيّن الملك لويس السادس ملكًا وصيًا لها، بسبب انتشار فكرة اختطاف الوريث بسبب كونه خيار عملي للحصول على اللقب في تلك الأيام، طلب وليام من الملك أن يعتني بالأرض والدوقة وأن يجد زوجًا مناسبًا لها. ومع ذلك، وحتى العثور على زوج مناسب، امتلك الملك الحق القانوني للتصرف في أراضي إليانور. بالإضافة لإصرار الدوق على أن يبقى خبر وفاته سرًا بين أصحابه حتى يعلم الملك لويس بذلك. انطلق الرجال على وجه السرعة برحلة من سانت جيمس من كومبوستييلا عبر جبال البرانس من أجل إخطار رئيس الأساقفة في بوردو، ومن ثم الذهاب بسرعة إلى باريس لإبلاغ الملك.
كان ملك فرنسا والمعروف باسم لويس ذا فات، يعاني من مرض خطير في ذلك الوقت، بالإضافة لمعاناته من نوبة من الزحار والذي بدا أنه من غير المرجح أن يتعافى منه. ولكن على الرغم من موته الوشيك، بقي تفكير لويس واضحًا ومنطقيًا. كان وريثه، الأمير لويس، متجهًا في الأصل إلى الحياة الرهبانية، ولكنه أصبح وريثًا عندما توفي شقيقه الأكبر فيليب في حادث تصادم في 1131.
جعلت وفاة وليام، أحد أقوى أتباع الملك، الدوقية المرغوبة في فرنسا متاحة. تعَّجب لويس من مغادرة الرسل الآكينايين الحزينين أثناء تقديمه التعازي الرسمية. قرر لويس، وبدلاً من أن يكون الوصي على الدوقة والدوقية، تزويج وريثه البالغ من العمر 17 عامًا من الدوقة وجعل آكيتاين تحت سيطرة التاج الفرنسي، مما زاد من قوة فرنسا وأسرتها الحاكمة (عائلة كابيت) بشكل كبير. رتب الملك فكرة أن يتزوج الأمير لويس من إليانور في غضون ساعات، وتولى أبوت سوجر مسؤولية ترتيبات الزفاف. أُرسل الأمير لويس إلى بوردو بمرافقة 500 فارس، بجانب أبوت سوجر وثيوبالد الثاني، كونت شامبانيا، وكاونت رالف.

## السيرة الذاتية والأعمال المطبوعة
- ""Eleanor of Aquitaine: Queen of France, Queen of England", Ralph V. Turner (2009)
- Eleanor of Aquitaine: Lord and Lady, John Carmi Parsons & Bonnie Wheeler (2002)
- Queen Eleanor: Independent Spirit of the Medieval World, Polly Schover Brooks (1983) (for young readers)
- Eleanor of Aquitaine: A Biography, Marion Meade (1977)
- Eleanor of Aquitaine and the Four Kings, Amy Kelly (1950)
- Eleanor of Aquitaine: The Mother Queen, Desmond Seward (1978)
- Eleanor of Aquitaine: A Life, أليسون وير (1999)
- Le lit d'Aliénor, Mireille Calmel (2001)
- "The Royal Diaries, Eleanor Crown Jewel of Aquitaine", Kristiana Gregory (2002)
- Women of the Twelfth Century, Volume 1 : Eleanor of Aquitaine and Six Others, Georges Duby
- A Proud Taste For Scarlet and Miniver, E. L. Konigsburg
- The Book of Eleanor: A Novel of Eleanor of Aquitaine, Pamela Kaufman (2002)
- The Courts of Love, Jean Plaidy (1987)
- Power of a Woman. Memoirs of a turbulent life: Eleanor of Aquitaine, Robert Fripp (2006)
- The Origin and Meaning of Courtly Love: A Critical Study of European Scholarship, Roger Boase (1977), Manchester University Press
- Duchess of Aquitaine, Margaret Ball (2006), St. Martin's Press
- The Queen's Pawn"", Christy English (2010), New American Library
- "Eleanor of Aquitaine", Curtis Howe Walker (1950)

## روابط خارجية
- Tout savoir sur Aliénor d'Aquitaine
- Portrait d'Aliénor d'Aquitaine : Il était une fois… une belle princesse chantée par les troubadours
- La reine des troubadours